# Michael Moldaver
 (janvier 2015).
Si vous disposez d'ouvrages ou d'articles de référence ou si vous connaissez des sites web de qualité traitant du thème abordé ici, merci de compléter l'article en donnant les références utiles à sa vérifiabilité et en les liant à la section « Notes et références ».
Michael J. Moldaver, né en 1947 à Peterborough, en Ontario, est un juge puîné. 

## Biographie
Il a étudié à l’Université de Toronto, où il a obtenu un baccalauréat ès arts en 1968, puis un baccalauréat en droit en 1971 (médaillé d’or). 
Il a pratiqué le droit criminel en cabinet privé et a par la suite été nommé, en 1990, à la Cour suprême de l’Ontario (devenue par la suite la Cour de justice de l’Ontario (Division générale)) en qualité de juge de la Haute Cour de justice de l’Ontario. Il a été nommé juge à la Cour d’appel de l’Ontario le 22 décembre 1995. 
Le 21 octobre 2011, Michael J. Moldaver, ainsi que Andromache Karakatsanis, ont été nommés juges à la Cour suprême du Canada par le premier ministre Stephen Harper,. Ces nominations remplaçaient les postes vacants laissés par le départ de Ian Binnie et de Louise Charron. La nomination de Moldaver a créé controverse, puisqu'il est unilingue anglophone. Il a pris sa retraite le 1er septembre 2022. Sa successeur est Michelle O'Bonsawin.  